# Comitatul Vernon, Wisconsin
Comitatul Vernon este unul din cele 72 de comitate din statul Wisconsin, Statele Unite. Sediul acestuia este Viroqua. Conform recensământului din anul 2000, populația sa a fost 28.056 de locuitori.

## Demografie
|  | Graficele sunt indisponibile din cauza unor probleme tehnice. Mai multe informații se găsesc la Phabricator și la wiki-ul MediaWiki. |

Date: Wikidata - grafică realizată de Wikipedia